# Janec
Janec [jánec] (rusko Я́нец) je ruski priimek.

## Znani nosilci priimka
- Grigorij Vladimirovič Janec (ru) (1948–) ruski nogometaš, trener